# Archilestes exoletus
Archilestes exoletus är en trollsländeart som först beskrevs av Hagen in Selys 1862.  Archilestes exoletus ingår i släktet Archilestes och familjen glansflicksländor. Inga underarter finns listade i Catalogue of Life.